# Kossemarr Momodou Sutu
Kossemarr Momodou Sutu är en ort i Gambia. Den ligger i regionen Upper River, i den östra delen av landet, 240 km öster om huvudstaden Banjul. Antalet invånare var 408 vid folkräkningen 2013.